# Kalle Berglund (innebandyspelare)
Kalle Berglund, född 23 april 1983, är en svensk innebandyspelare som har spelat i Svenska Superligan och varit proffs i Schweiz högsta liga Swiss Mobiliar League.
Han har spelat 13 U19-landskamper och har ett guld i U19-VM på meritlistan.
Vinnare av poängligan div2 2014-15
Idag spelar han i Grimsta AIK

## Karriär
Hammarby IF IBF 10/11-

Bollstanäs SK 10/11

Caperiotäby FC 09/10

UHC Grünenmatt 07/08-09/10

Basel Magic 04/05-07/08

IBF Falun 02/03-04/05

AIK 00/01-02/03

Gaik Väsby IBK 96/97-00/01

Runby IF 93/94-96/97